# Viggo Jensen (súlyemelő)
Alexander Viggo Jensen (Koppenhága, 1874. június 22. – Koppenhága, 1930. november 2.) olimpiai bajnok dán súlyemelő, olimpiai bronzérmes sportlövő. Versenyzett még atlétikában és tornaszámokban is.
Az 1896. évi nyári olimpiai játékokon indult súlyemelésben. Kétkaros súlyemelésben olimpiai bajnok lett, egykaros súlyemelésben megsérült, így csak ezüstérmes lett.
Tornában kötélmászásban indult, és 4. helyen végzett.
Atlétikában kettő dobószámban, súlylökésben és diszkoszvetésben indult. Érmet nem szerzett.
Versenyzett még sportlövészetben. Hadipuskában 6. lett, míg összetett szabadpuskában bronzérmet szerzett.
A következő, 1900. évi nyári olimpiai játékokon már csak sportlövészetben indult. 5 versenyszámban vett részt, legjobb eredménye egy 4. hely volt.